# Pida purpurescens
Pida purpurescens är en fjärilsart som beskrevs av Matsumura 1927. Pida purpurescens ingår i släktet Pida och familjen tofsspinnare. Inga underarter finns listade i Catalogue of Life.